# Condado de Mono
O condado de Mono (em inglês:  Mono County) é um dos 58 condados do estado americano da Califórnia. Foi fundado em 21 de abril de 1861. A sede do condado é Bridgeport e sua única localidade incorporada é a vila de Mammoth Lakes.

## Geografia
De acordo com o United States Census Bureau, o condado possui uma área de 8 111 km², dos quais 7 897 km² estão cobertos por terra e 215 km² por água.

## Demografia
Segundo o censo nacional de 2010, o condado possui uma população de 14 202 habitantes e uma densidade populacional de 1,8 hab/km². Possui 13 912 residências, que resulta em uma densidade de 2 residências/km².